# Улица Слиежу (Рига)
Улица Сли́ежу (латыш. Sliežu iela) — улица в Северном районе города Риги, в историческом районе Саркандаугава. Пролегает в северном направлении вдоль железнодорожной линии Земитаны — Скулте, от станции Саркандаугава до развязки с улицей Твайка у путепровода Даудерсалас.
К улице Слиежу прилегают парк Алдара и Саркандаугавское горное кладбище, музей «Даудери», Пушкинский лицей (бывшая школа № 79) и Рижская Саркандаугавская основная школа (бывшая школа № 28).

## История
Улица Слиежу образовалась из дороги, проходящей вдоль железнодорожной линии (открыта в 1872 году). Появляется на планах города к середине 1880-х годов под своим нынешним названием (рус. Рельсовая улица, нем. Schienenstrasse), которое никогда не изменялось. Первоначально улица Слиежу была значительно короче, однако, по мере развития городской застройки, постепенно продлевалась в северном направлении. В современных границах с середины XX века.

## Транспорт
Общая длина улицы Слиежу составляет 2295 метров. Фактически же проложены только начальный и конечный участки улицы, а средний отрезок, длиной более километра, между улицами Целиниеку и Гауйиенас, не имеет проезжей части (однако здесь имеются пешеходные дорожки и трамвайные пути). Начало и конец улицы асфальтированы (средняя ширина проезжей части 6,3—7,0 м), движение двустороннее.
На участке от улицы Загеру до улицы Твайка по улице Слиежу проходит двухпутная трамвайная линия, используемая маршрутом № 5. В конце улицы Слиежу расположен единственный в Риге трамвайно-железнодорожный перекрёсток. Здесь же в 2020—2022 годах построен четырёхполосный путепровод через железнодорожную линию Земитаны — Скулте, соединяющий улицу Твайка с проспектом Виестура (открыт для движения с 6 апреля 2023 года).
На улице Слиежу расположена железнодорожная станция Саркандаугава, а при пересечении с улицей Загеру, по состоянию на сентябрь 2023 года, ведётся сооружение нового остановочного пункта для пригородных поездов (проектное название «Dauderi», предложены также варианты «Aldaris» или «Aldara parks»).

## Застройка
- Дома по нечётной стороне № 1—7 (адрес до 2016 года — ул. Слиежу, 6) — корпуса бывшего стекольного завода «Саркандаугава» (основан в 1882[8], закрыт в 1999)[9]. В настоящее время реконструируются, в том числе в жилые здания (дом № 1).
- Дом № 2 — железнодорожная станция Саркандаугава.
- Бывший дом № 19 (адрес с 2016 года — ул. Загеру, 9/11) — бывший корпус для охраны и обслуживающего персонала резиденции президента Улманиса (1935—1936, архитектор П. Мартинсон).
- Дом № 23 — Рижская Саркандаугавская основная школа (бывшая школа № 28, построена в 1967 году)[10].
- Дома № 27 и 29 — жилые дома для рабочих маслозавода (серия 303, 1950-е годы).

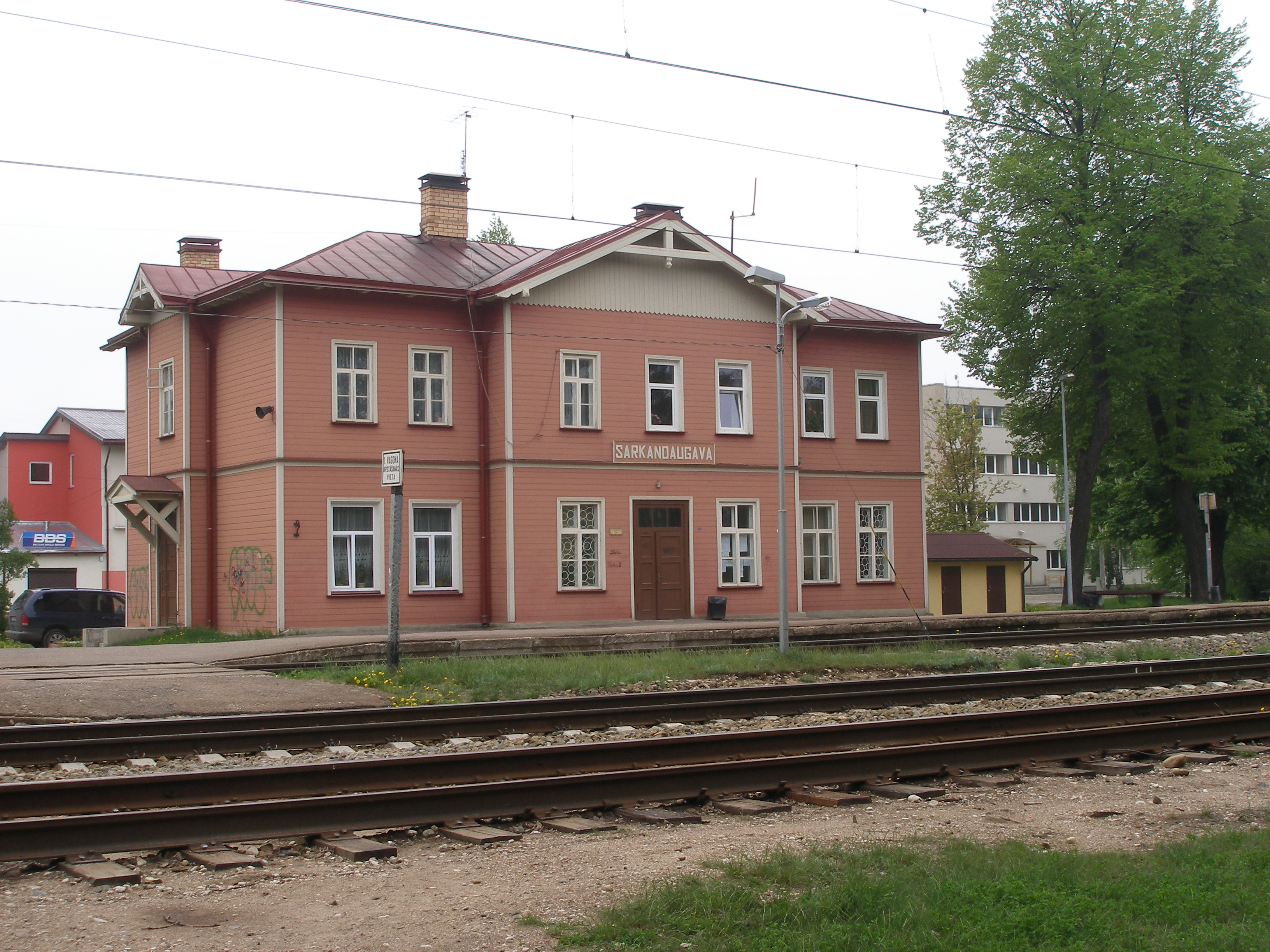
Станция Саркандаугава, вид на улицу Слиежу
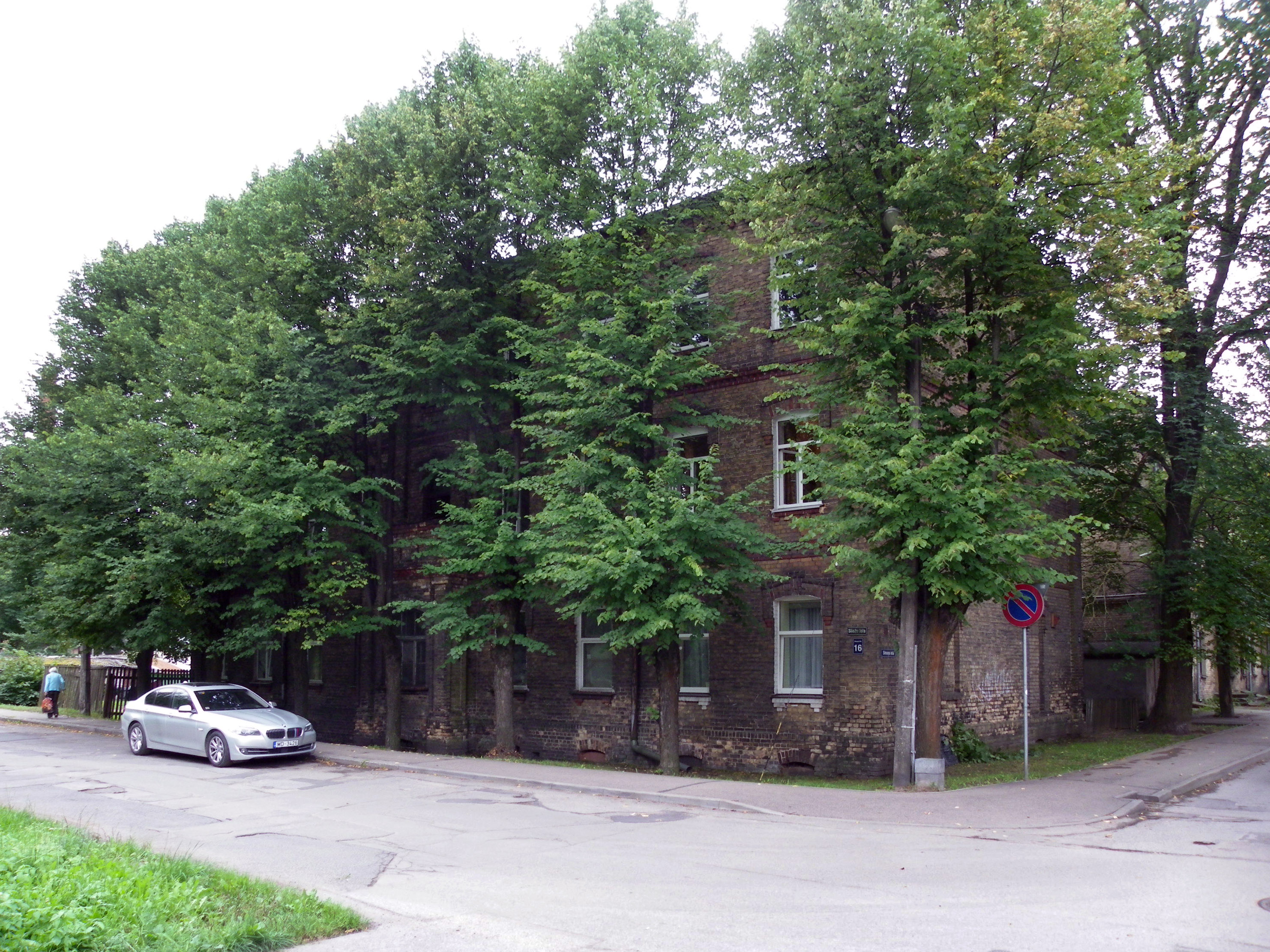
Угол улицы Симаня
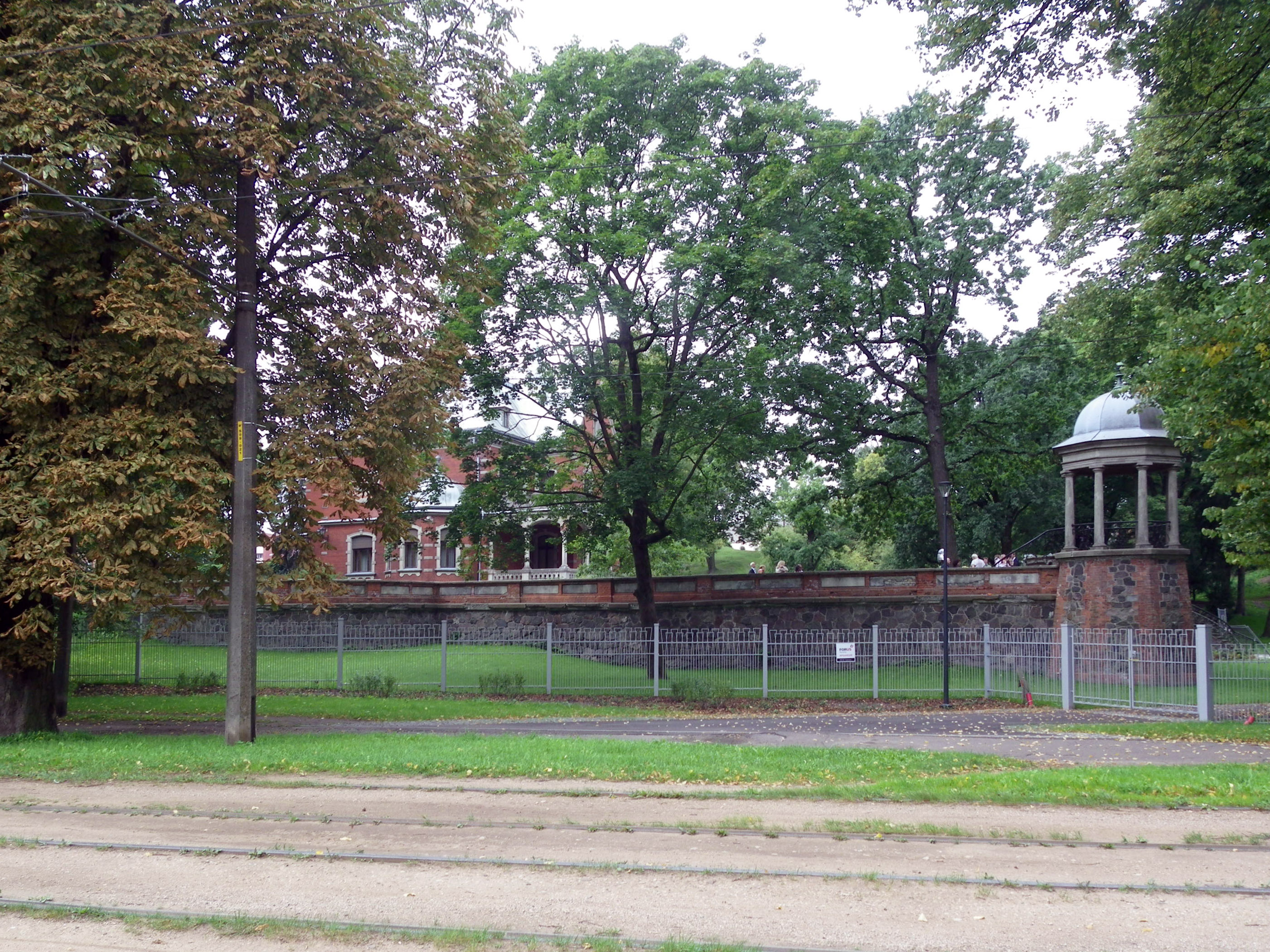
Вид на музей «Даудери»
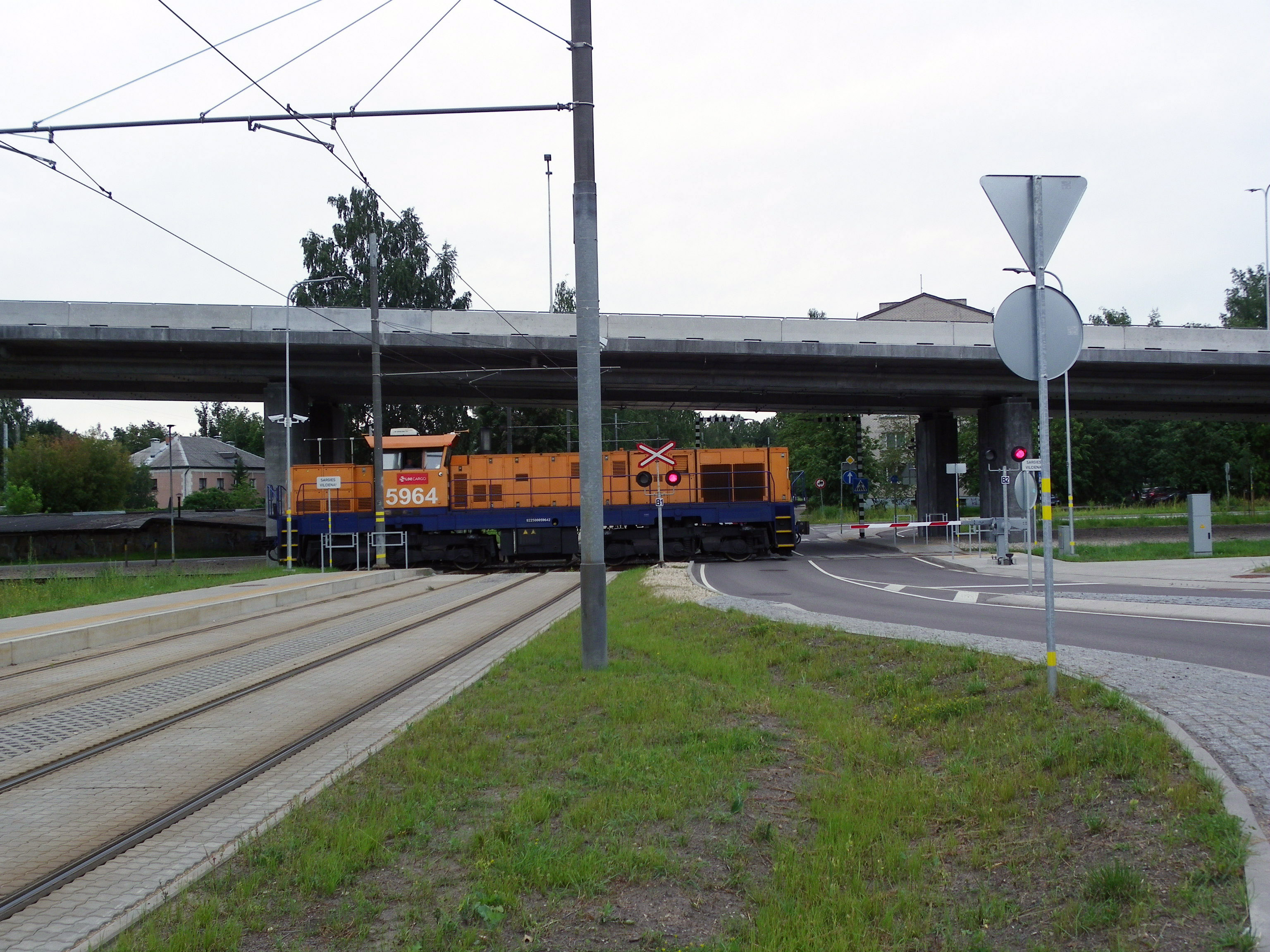
Трамвайно-железнодорожный переезд

## Прилегающие улицы
Улица Слиежу пересекается со следующими улицами:
- улица Симаня
- улица Тилта
- улица Целиниеку
- улица Лимбажу
- улица Загеру
- улица Гауйиенас
- улица Твайка